# Lawe Sigala Barat
Lawe Sigala Barat is een bestuurslaag in het regentschap Aceh Tenggara van de provincie Atjeh, Indonesië. Lawe Sigala Barat telt 904 inwoners (volkstelling 2010).